# Chrysobothris algoensis
Chrysobothris algoensis es una especie de escarabajo del género Chrysobothris, familia Buprestidae. Fue descrita científicamente por Obenberger en 1922.